# Устойчивост на ландшафта
Устойчивостта на ландшафта представлява способността на ландшафта да запазва в процеса на функционирането си непроменени своите състояния и режими на протичане на процесите, характер на връзките във вертикалната и хоризонталната си структура и със средата при природни и антропогенни въздействия. Това му позволява да изпълнява определени социално-икономически функции. Често като синоним се използва понятието саморегулиране на ландшафта.
Устойчивостта се проявява в три форми:
- инертност – запазва състоянието си неизменно при външно въздействие;
- възстановимост – след прекратяване на въздействието се връща в изходно състояние;
- пластичност – преминаване в различни състояния в зависимост от характера и силата на въздействието, като съхранява чертите на структурата си.[1]